# Dramatic Theme
Dramatic Theme és un tema instrumental del grup britànic de rock progressiu Pink Floyd, que apareix en tretzena posició de l'àlbum More, editat el 1969 com a banda sonora de la pel·lícula More de Barbet Schroeder, i és una de les més reeixides de l'àlbum. Fou escrit per Waters, Gilmour i Wright i reprèn el mateix tema musical que el Main Theme tot i que se sustenta més sobre la guitarra de Gilmour. Vulture la situà en la posició 117 en el llistat de la pitjor a la millor cançó de Pink Floyd.
En la pel·lícula More apareix just abans del desenllaç final. Dramatic Theme va ser un dels tres temes de l'àlbum de les que la seva cinta màster de gravació es va exposar a la Cité de la musique de París en 2003, juntament amb Main Theme i Ibiza Bar.
Bob Carruthers, en el seu llibre Pink Floyd- Uncensored on the Record on revisa els àlbums i cançons del grup, en digué:
| «                | Un final no distingit d'un àlbum no distingit. | » |
| — Bob Carruthers |                                                |   |

## Composició
És una altra peça instrumental breu escrita per Roger Waters, Richard Wright, David Gilmour i Nick Mason. La cançó repeteix el mateix tema de «Main Theme», però es basa en la guitarra de Gilmour i només dura 2 minuts i 15 segons. El tempo de la cançó és lleugerament inferior al del tema principal, passant de 136 bpm a 112 i la tonalitat segueix sent la mateixa (sol menor). El baix de Roger Waters usa els mateixos recursos vistos ja a Let There Be More Light de l'àlbum A Saucerful of Secrets. Una inquietant línia de baix de Waters introdueix un Floyd més reconeixible en un territori melòdic / instrumental ferm abans que la pista surti com tantes que han passat abans. Mason a la bateria, fa servir també un toc similar amb lleugeres variacions: prescindeix dels toms, i aporta un ritme diferent a la caixa. Wright toca la Farfisa i aporta a la cançó l'embolcall harmònic amb capes discretes de sonoritat, a diferència del Main Theme, on hi apareix una melodia més clara, aquí és molt més discreta i gairebé inaudible. El paper principal a la cançó el té la guitarra de David Gilmour, amb una improvisació durant tota la cançó alternant entre bendings i vibratos.

## Crèdits
- David Gilmour - guitarra
- Roger Waters – baix
- Richard Wright - sintetitzador
- Nick Mason - bateria